# Ambatondrazaka
Ambatondrazaka là một thành phố (commune urbaine) ở Madagascar
Ambatondrazaka cũng là thủ phủ của vùnng Alaotra-Mangoro.
Thành phố này nằm ở phía nam Alaotra, hồ lớn nhất Madagascar. Theo lịch sử được ghi chép thì thị xã được thành lập dưới thời Radama I của Madagascar.
Thành phố này có đường sắt và có một sân bay.

## Dân số
| 67 307                                 | 69 189 | 71 855 | 73026 | 75675 |
| Nguồn: PCD of the CU of Ambatondrazaka |        |        |       |       |